# 하인리히 펠릭스 폰 하르부르크

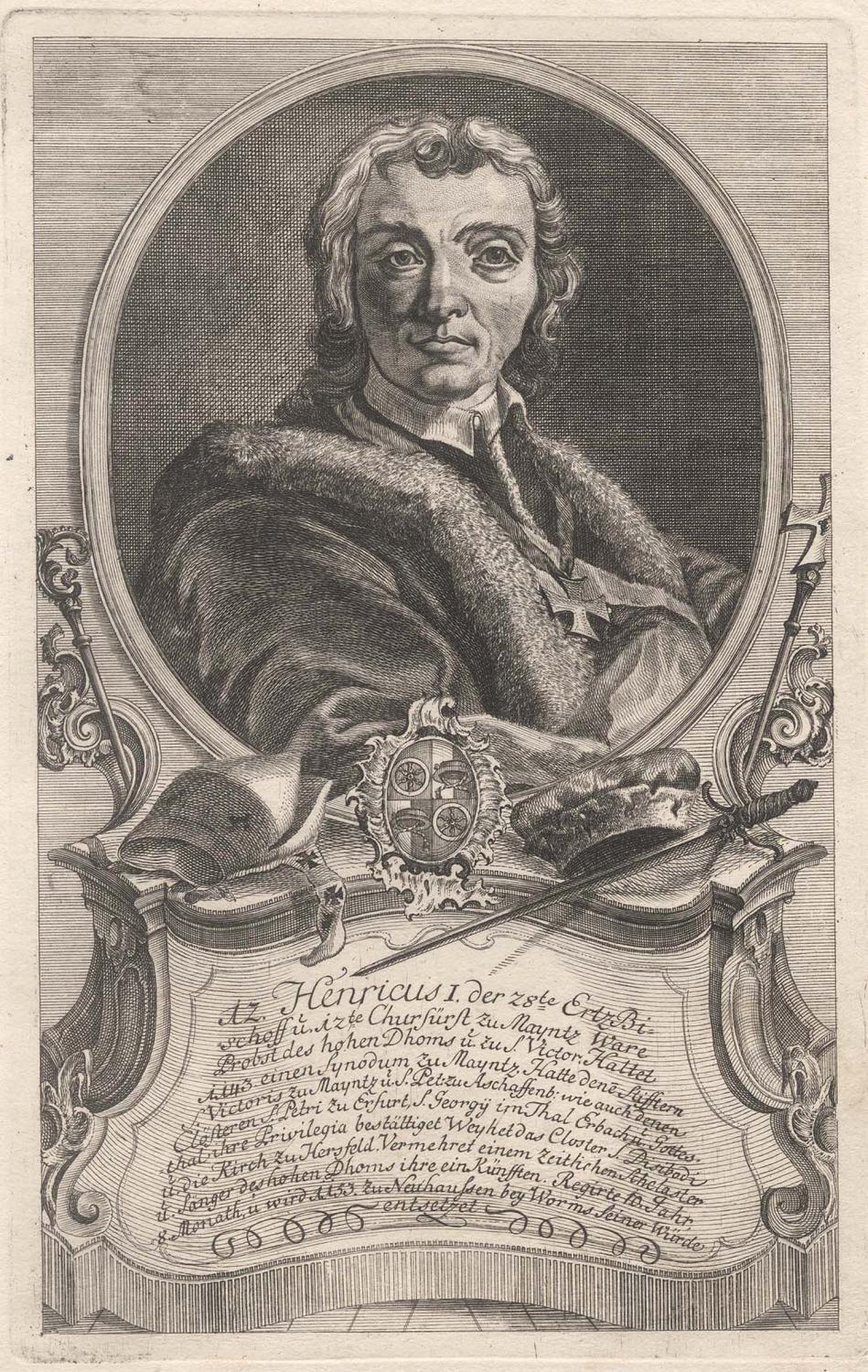

하인리히 펠릭스 폰 하르부르크(Heinrich Felix von Harburg: 1080년경 ~ 1153년 9월 1일)는 1142년에서 1153년 사이 마인츠 대주교후였다.
대주교 재임 초기에는 알젤름 폰 하펠베르크 주교후의 보좌를 받았다. 콘라트 3세 사후 차기 독일왕으로 프리드리히 4세 폰 슈바벤 공작을 밀었다.
제2차 십자군 당시 하인리히 대주교후는 1096년 마인츠에서 십자군이 유대인을 학살했던 것이 재발하지 않도록 노력했다. 이 때 시토회 수도사 라둘프라는 자가 유대인 학살을 선동하고 다니자 이를 단속하기 위해 시토회 총장 베르나르 드 클레르보를 초빙했다. 1147년 벤트 십자군에는 몸소 참전하기도 했다.
하인리히 대주교후는 힐데가르디스 빙겐시스의 지지자였다. 그는 1152년 루퍼츠베르크에 힐데가르시스가 세운 수녀원교회를 축성해 주기도 했다. 그녀의 저작들을 교황 에우제니오 3세와 베르나르 드 클레르보에게 보여준 것도 하인리히라고 한다.
하인리히는 마인츠 대주교후로서 신성로마제국 대재상이기도 했다(대재상은 열후 중 필두인 마인츠 대주교후가 통상 겸직했다). 말년에는 부르군트에서 지내다 죽었다.